# Лёбер, Август
Август Лёбер (нем. John August Loeber, латыш. Augusts Lēbers; 25 сентября 1865, Рига — 14 февраля 1948, Марне) — балтийский немец, адвокат, профессор права Латвийского университета (с 1919), латвийский сенатор (1918—1938).

## Биография
Август Лёбер родился 7 октября 1865 года в Риге, в семье торговца Теодора Лёбера. Август учился в Лифляндской губернской гимназии, которую окончил в 1884 году; затем — на юридическом факультете Тартуского университета, который окончил в 1888 году. Он участвовал в студенческой корпорации (студенческом братстве) «Fraternitas Rigensis». В 1889 году он защитил диссертацию и получил степень доктора права в Гёттингенском университете.
С 1890 года Лёбер работал в окружном суде в Рязанской губернии; два года спустя, в 1892, он вернулся в Ригу и стал помощником адвоката; с 1896 года являлся присяжным адвокатом. С 1905 года — состоял преподавателем морского права в Рижском морском училище, а затем — преподавал теорию общего права и коммерческое право в Рижском политехническом институте: занимал данный пост до начала Первой мировой войны, с 1912 по 1914 год. 19 августа 1919 года он был утвержден в качестве члена Сената Верховного Суда Латвии; с 1933 по 1934 год являлся председателем гражданского кассационного департамента.
Одновременно, с 1919 года, Август Лёбер занимал должность декана факультета экономики и права Латвийского университета, до 1930 являясь доцентом, а затем — профессором торгового права. В том же,1930 году он был удостоен звания почетного доктора Латвийского университета. Участвовал в разработке Гражданского закона и ряда других законов Латвийской Республики; был юрисконсультом Министерства юстиции Латвии и одним из основателей как Немецкого юридического общества в Риге, так и Латвийского пожарного общества.
После своего ухода в отставку в 1938 году Лёбер был назначен почётным судьёй Сената; после начала Второй мировой войны вместе с семьёй в ходе репатриации балтийских немцев переехал на предоставленные переселенцам новые земли Третьего Рейха — в Познани. В конце Второй мировой войны, в апреле 1945 года он переехал в город Марне (земля Шлезвиг-Гольштейн), где скончался 14 февраля 1948 года.

## Работы
- Ievads tiesību zinībās : pēc Latvijas Augstskolā lasītām lekcijām 1920/21 gadā. Riga, 1921
- Vispārējā tiesību teorija : Kara juridiskos kursos 1920./21. g. lasīto lekciju konspekts, Riga, 1921
- Tirdzniecības tiesību pārskats, Riga, 1926
- Vekseļtiesību pārskats, Riga, 1927
- Fonti e lineamenti della legislazione lettone in materia di diritto privato, Riga, 1930
- Raksti par vekseļu un čeku tiesībām žurnālā «Tieslietu Ministrijas Vēstnesis» 1922—1931, Riga, 1993
- Vekseļu un čeku tiesību pārskats : Rīga, 1926.-1927, Riga, 1993
- No romiesu tiesibam lidz Hagas konvencijam. Senatora Augusta Lebera juridiskie atzinumi (1909—1939) / krajum. sastadijs Ditrihs Andrejs Lēbers. — Riga: LU žurnāla «Latvijas Vēsture» fonds, 2004. — 520 lpp. («Vom Römischen Recht bis zur Haager Konvention. Rechtgutachten des Senator August A. Loeber (1909—1939)»: сборник очерков с 44 ранее не публиковавшимися юридическими работами Лёбера)

## Семья
Сын: Дитрих Андрей Лебер (1923—2004) — учёный в области международного права, иностранный член Академии наук Латвии и почетный доктор Латвийского университета.
Супруга -- Эмилия, урождённая Менцендорф.

## Награды
- Орден Трёх звёзд III степени (1926)
- Орден Трёх звёзд II степени (1935)